# Dasyhelea alboscutellata
Dasyhelea alboscutellata är en tvåvingeart som beskrevs av Clastrier 1961. Dasyhelea alboscutellata ingår i släktet Dasyhelea och familjen svidknott.
Artens utbredningsområde är Réunion. Inga underarter finns listade i Catalogue of Life.